# Wiener Philharmoniker

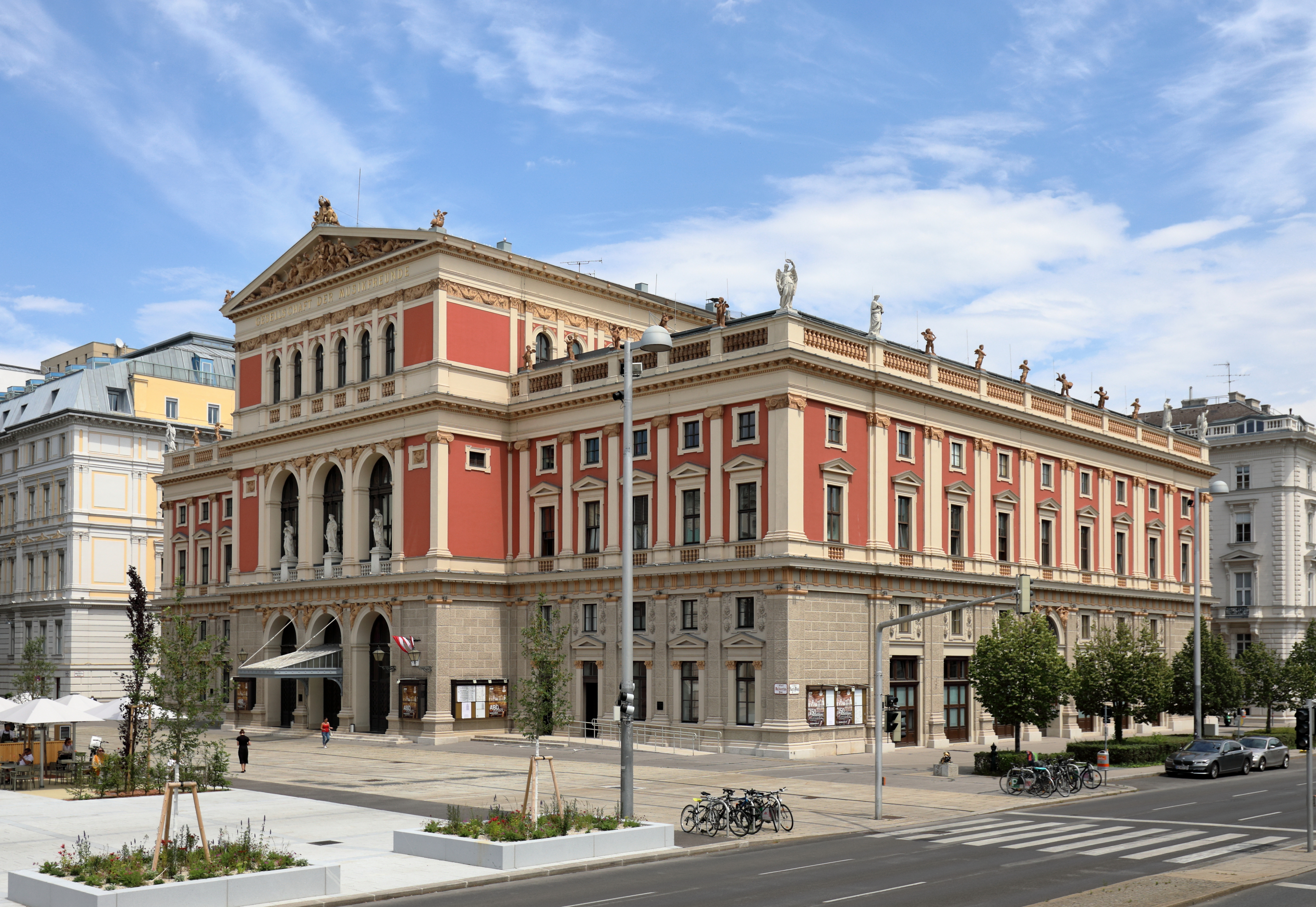
Il Musikverein di Vienna, sede della Wiener Philharmoniker.

I  Wiener Philharmoniker (in tedesco letteralmente "Filarmonici di Vienna") sono una delle più note e prestigiose orchestre al mondo, con sede presso la sala del Musikverein a Vienna.
L'orchestra, gestita in un regime simile ad una cooperativa, è formata dai componenti dell'Orchestra dell'Opera di Stato di Vienna. Storicamente i musicisti ne entravano a far parte dopo il superamento del periodo di prova nell'Orchestra dell'Opera, che può durare fino a tre anni, mentre negli ultimi anni questo periodo di attesa è stato praticamente eliminato.

## Storia
L'orchestra ebbe origine dopo il 1842 quando Carl Otto Nicolai costituì l'"Accademia Filarmonica"; questa era un'orchestra completamente indipendente, che prendeva le sue decisioni attraverso una democratica votazione fra i suoi membri. Questi sono ancora oggi i principi che regolano l'orchestra. Quando Nicolai lasciò Vienna nel 1847, l'orchestra passò un momento di appannamento fino al 1860, quando arrivò Carl Eckert come direttore stabile. Egli diede una serie di quattro concerti per raccogliere degli abbonamenti, e da allora l'orchestra ha svolto una continua attività fino ai nostri giorni.
Per la sua notorietà, l'orchestra ha sempre attratto grandi direttori, che si sono succeduti alla sua direzione.
Dal 1875 al 1882 sotto la guida di Hans Richter, che fu direttore principale, l'orchestra eseguì per la prima volta la seconda e terza sinfonia di Brahms. Dal 1898 al 1901 l'orchestra fu guidata da Gustav Mahler, esibendosi per la prima volta all'estero con una serie di concerti a Parigi. Successivamente fu diretta da Felix Weingartner dal 1908 al 1927, Wilhelm Furtwängler dal 1927 al 1930 e da Clemens Krauss dal 1930 al 1933.
Dal 1933 l'orchestra non ebbe più un direttore principale ma sul suo podio si alternarono molti celebri direttori ospiti; fra questi si possono annoverare alcuni dei più grandi direttori d'orchestra del XX secolo, comprendenti Richard Strauss, Arturo Toscanini, Karl Böhm, Herbert von Karajan, Georg Solti, Erich Kleiber, Carlos Kleiber, Leonard Bernstein, Claudio Abbado, Riccardo Muti e Valerij Gergiev.
Dal 1º gennaio 1941, l'orchestra ha dato tutti gli anni un concerto, chiamato Concerto di Capodanno dedicato per lo più alle musiche degli Strauss.

## Sonorità e strumenti
La sonorità caratteristica dei Wiener Philharmoniker deve essere attribuita in parte allo stile esecutivo degli strumentisti e in parte all'utilizzo di strumenti un po' particolari rispetto a quelli usati dalle altre principali orchestre:
- i clarinetti usano per le chiavi il sistema tedesco invece del sistema Boehm;
- i fagotti sono realizzati con un legno speciale e hanno un diverso sistema di chiavi;
- le trombe sono nel sistema tedesco, a cilindri;
- i tromboni suonano i tromboni tedeschi la tuba ha un canneggio particolare;
- i timpani usano delle pelli naturali al posto delle pelli sintetiche;
- i contrabbassi sono sistemati in una fila dietro gli ottoni;
- l'oboe viennese ha un diametro, uno sviluppo del fusto e un sistema di chiavi che è diverso dall'oboe francese usato in tutte le orchestre del mondo;
- i corni viennesi sono in Fa (invece che in FA e SI bemolle come la quasi totalità dei corni francesi) e invece che i cilindri hanno un sistema di stantuffi.

Questi strumenti e le loro caratteristiche di timbro e colore, sono stati argomento di studio da parte del prof. Gregor Widholm dell'Istituto viennese per la cultura tonale dell'Accademia di musica ed arti sceniche.

## Accuse di sessismo e razzismo
Nonostante l'orchestra sia considerata fra le migliori del mondo, negli anni novanta venne attaccata da un gruppo di femministe per il fatto che fino al 1997 essa non aveva alcun membro di sesso femminile impiegato in pianta stabile (nonostante alcune donne suonassero in orchestra, non erano assunte in pianta stabile). Nel 1997 la prima a divenire membro effettivo fu l'arpista Anna Lelkes, dopo aver suonato nell'orchestra quale membro non effettivo per oltre venti anni. Quando andò in pensione venne assunta al suo posto Charlotte Balzereit. In seguito l'orchestra ha assunto diverse donne come membri effettivi, anche per altri strumenti.
Allo stesso modo nessuna donna aveva mai diretto i Wiener Philharmoniker, finché non salì sul podio nel gennaio 2005 Simone Young, australiana.
Ulteriore motivo di controversia era il fatto che l'orchestra in passato non aveva mai accettato fra i suoi membri esecutori appartenenti ad altre etnie. Nel 2001 un violinista semi asiatico divenne membro effettivo.

## Direttori
I Wiener non hanno mai avuto direttori stabili. Ogni anno veniva scelto un direttore, detto direttore designato, per l'intera stagione al Musikverein di Vienna. Alcuni di questi venivano riconfermati anche per diversi anni. Inoltre l'orchestra veniva diretta da altri maestri in occasione di incisioni discografiche e nelle esecuzioni al Festival di Salisburgo. Con l'allargarsi dell'attività nel 1933, l'orchestra decise di avere soltanto direttori ospiti ingaggiati per ogni singolo concerto, sia a Vienna che in qualunque altro posto si esibisca.

### Direttori designati (1842-1933)
- Carl Otto Nicolai (1842-1848)
- Carl Eckert (1854-1857)
- Felix Otto Dessoff (1860-1875)
- Hans Richter (1875-1882)
- Wilhelm Jahn (1882-1883)
- Hans Richter (1883-1898)
- Gustav Mahler (1898-1901), che diresse i Wiener all'estero per la prima volta nel 1900 all'Esposizione Universale di Parigi.
- Joseph Hellmesberger, Jr. (1901-1903)
- Felix Weingartner (1908-1927)
- Wilhelm Furtwängler (1927-1930)
- Clemens Krauss (1929-1933)

### Direttori ospiti dal 1933
- Bruno Walter
- Fritz Busch
- Arturo Toscanini
- Richard Strauss
- Josef Krips
- Wilhelm Furtwängler
- Hans Knappertsbusch
- John Barbirolli
- Erich Kleiber
- Karl Böhm
- Herbert von Karajan
- Rafael Kubelík
- George Szell
- Willi Boskovsky
- Carl Schuricht
- Carlos Kleiber
- Wolfgang Sawallisch
- Carlo Maria Giulini
- Leonard Bernstein
- Seiji Ozawa
- Claudio Abbado
- Simon Rattle
- James Levine
- Zubin Mehta
- Lorin Maazel
- Mstislav Leopol'dovič Rostropovič
- André Previn
- Giuseppe Sinopoli
- Václav Neumann
- Riccardo Muti
- Georges Prêtre
- Valerij Abisalovič Gergiev
- Nikolaus Harnoncourt
- Pierre Boulez
- John Eliot Gardiner
- Roger Norrington
- Marcello Viotti
- Christian Thielemann
- Franz Welser-Möst
- Daniele Gatti
- Daniel Barenboim
- Gustavo Dudamel
- Mariss Jansons
- Simone Young
- John Williams
- Lorenzo Viotti
- Daniel Harding
- Andris Nelsons

## Alcune registrazioni
Nella sua ultracentenaria storia, si può dire che il repertorio della Filarmonica di Vienna abbia toccato praticamente ogni forma musicale: sinfonico, operistico, persino la colonna sonora cinematografica. Se infatti l'enorme fama dell'orchestra è immediatamente collegata al celebre Concerto di Capodanno che dal 2001 arriva sempre in prima posizione in Austria nelle vendite degli album, alle sue esecuzioni mozartiane nel Festival di Salisburgo o, più genericamente, al repertorio classico e romantico, non è da sottovalutare come a partire dal 1988 la sua collaborazione al festival Wien Modern, ne abbia ampliato notevolmente il repertorio, facendole toccare autori e generi musicali contemporanei raramente frequentati anche da orchestre meno tradizionali.
La formazione operistica dei suoi professori d'orchestra, caratteristica praticamente unica fra le grandi orchestre mondiali, ha permesso l'esecuzione (e spesso, la registrazione) di praticamente tutto il Grande Repertoire operistico. Se è proprio necessario trovare delle lacune nel suo sterminato catalogo, si può constatare come sia rara almeno negli ultimi decenni, la sua frequentazione di musica dei secoli XVI e XVII, così come della musica di autori russi e slavi, in generale.
Nel 1980 l'album Der Jahrhundert-Ball diretto da Willi Boskovsky per la Arcade arriva in quarta posizione in classifica in Germania e nel 2011 Faszination Klang per la Sony arriva in seconda posizione in Austria.
Fra le esecuzioni discografiche in grado di fare apprezzare appieno il particolare suono di questa orchestra, si possono citare la quinta sinfonia di Beethoven, nella registrazione del 1977 ad opera di Carlos Kleiber, così come la sinfonia Pastorale dello stesso autore, diretta da Karl Böhm negli anni '70. In entrambe queste registrazioni (ma si potrebbero fare decine di altri esempi) risulta evidente come il suono viennese sia tradizionalmente più scuro e caldo di quello dei rivali berlinesi, generalmente più brillante e particolareggiato. Un altro esempio di registrazione discografica di grande livello si ebbe nel 1982, quando fu eseguita la Turandot di Giacomo Puccini con la direzione di Herbert von Karajan e cantanti di prim'ordine: Plácido Domingo, Katia Ricciarelli, Ruggero Raimondi e Barbara Hendricks nelle parti principali.
- Mozart, Sinfonie n. 25, 29, 35, 36 dirette da Leonard Bernstein, registrate anche con István Kertész
- Mozart: Sinfonie n. 33, 39, 40 dirette da István Kertész
- Mozart: Sinfonie n. 38-41 dirette da Karl Böhm, registrate anche con Leonard Bernstein
- Mozart: Sinfonie n. 1-41 dirette da James Levine
- Mozart, Le nozze di Figaro dirette da Erich Kleiber
- Mozart, Don Giovanni diretto da Josef Krips
- Beethoven, sinfonia n. 3 diretta da Felix Weingartner
- Beethoven, sinfonia n. 3 diretta da Erich Kleiber
- Beethoven, sinfonie n. 5 e 7 dirette da Carlos Kleiber
- Beethoven, sinfonie n. 2, 5 e 9 dirette da Simon Rattle
- Brahms, sinfonia n. 2 diretta da Wilhelm Furtwängler
- Brahms, sinfonia n. 4 diretta da Carlos Kleiber
- Chačaturjan, pezzi da Spartacus e Gayaneh diretti da Aram Il'ič Chačaturjan
- Schubert, sinfonia n. 8 diretta da Carl Schuricht
- Schubert, sinfonia n. 9 diretta da Josef Krips
- Wagner, La Valchiria, primo atto, diretta da Bruno Walter
- Wagner, La Valchiria diretta da Wilhelm Furtwängler
- Wagner, L'anello del Nibelungo diretto da Georg Solti, votata da The Gramophone Magazine l'incisione del secolo
- Bruckner, sinfonia n. 4 diretta da Karl Böhm
- Mahler, Das Lied von der Erde con Kathleen Ferrier (contralto), diretto da Bruno Walter
- Mahler, Das Lied von der Erde, con James King e Dietrich Fischer-Dieskau, diretto da Leonard Bernstein
- Mahler, Das Lied von der Erde, con Jonas Kaufmann (il tenore esegue tutti e 6 i brani), diretto da Jonathan Nott.
- Mahler, sinfonia n. 3 diretta da Pierre Boulez
- Dvořák, sinfonia n. 8 diretta da Herbert von Karajan
- Puccini, Turandot diretta da Herbert von Karajan
- Johann Strauss (figlio) e famiglia Strauss, musiche diverse eseguite al tradizionale Concerto di Capodanno di Vienna dirette da vari direttori, fra cui Herbert von Karajan, Claudio Abbado, Carlos Kleiber, Riccardo Muti, Nikolaus Harnoncourt, Mariss Jansons e altri.
- Bruckner, le 11 Sinfonie dirette da Christian Thielemann